# HD 134113
HD 134113 — двойная звезда в созвездии Волопаса на расстоянии приблизительно 236 световых лет (около 72,3 парсек) от Солнца. Видимая звёздная величина звезды — +8,27m. Возраст звезды определён как около 13,097 млрд лет.
Объект околопланетной массы HD 134113 b открыт группой астрономов в 2016 году.

## Характеристики
Первый компонент — жёлто-белая звезда спектрального класса F9V, или G0. Масса — около 1,199 солнечной, радиус — около 1,54 солнечного, светимость — около 2,251 солнечных. Эффективная температура — около 5773 K.
Второй компонент (HD 134113 b) — коричневый карлик. Масса — не менее 47 юпитерианских. Орбитальный период — около 201,68 суток. Удалён в среднем на 0,638 а.е..

## Планетная система
В 2019 году учёными, анализирующими данные проектов HIPPARCOS и Gaia, у звезды обнаружена планета HIP 74033 c.